# Kościół św. Jana Chrzciciela w Ornecie
Kościół świętego Jana Chrzciciela – rzymskokatolicki kościół parafialny należący do dekanatu Orneta archidiecezji warmińskiej. Jeden z zabytków miasta.

## Historia

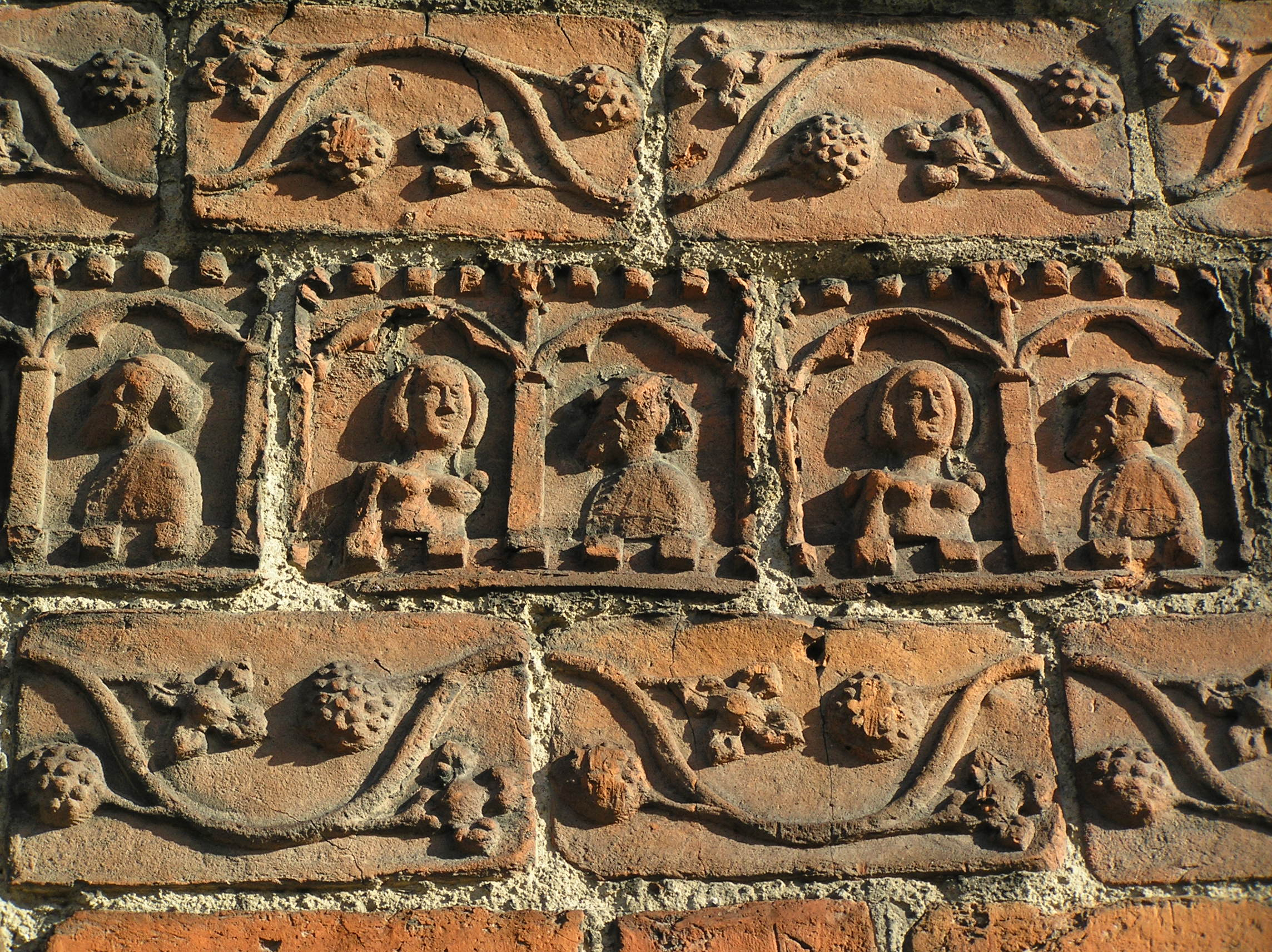
Fryz zdobiący kościół

Budowa kościoła rozpoczęła się w czasie urzędowania biskupa warmińskiego Hermana z Pragi (1338-1349), który obrał zamek w Ornecie za swoją siedzibę. Jej konsekracja pod wezwaniem Boga Wszechmogącego, Chwalebnej Dziewicy Maryi i św. Jana Ewangelisty, odbyła się pod przewodnictwem biskupa warmińskiego Henryka III Sorboma w 1379 roku. Od końca XIV wieku (pierwsza wzmianka pochodzi z 1394 roku) rozpoczęto dostawianie do naw bocznych tej samej wysokości kaplic, szeroko otwartych do wnętrza naw bocznych. W sumie powstało dziesięć kaplic. W 1494 roku kościół został ponownie konsekrowany. Nadano mu wtedy wezwanie świętych Jana Chrzciciela i Jana Ewangelisty. Od XVI wieku wygląd zewnętrzny nie ulegał zmianie. Świątynia była remontowana w 1525 roku, po zakończeniu wojny polsko-krzyżackiej. Mur został wtedy ozdobiony ceramiką ceglaną i zostały dobudowane szczyty kaplic. W 1730 kościół spłonął, podczas odbudowy świątynia otrzymała barokowy wystrój wnętrza. W latach 1889–1909 świątynia została dokładnie wyremontowana, jakkolwiek bez znaczących zmian konstrukcyjnych.
Plebania została zbudowana w 1792 roku. W południowej części znajdowało się mieszkanie archiprezbitera, które składało się z trzech pokoi z sypialnią i komórką. Z drugiej strony był mały pokój, dalej pokój z komórkami dla służby. Na piętrze z jednej strony był pokój letni, a z drugiej mieszkanie wikariusza z sypialnią i komórką. Obok plebanii stał piętrowy spichlerz ze stajnią na dole, zbudowany z muru pruskiego. Stodoła z zasiekami znajdowała się poza miastem, była zbudowana z drewna. Do reparacji budynków parafialnych i wznoszenia nowych byli zobowiązani katolicy z miasta, a znajdujących się poza granicami Ornety – parafianie z wiosek.
Przy kościele istniał cmentarz na placu przykościelnym, otoczony od strony północnej i wschodniej murem, a od południowej i zachodniej budynkami wikarówki i szkoły, murem miejskim i plebanią. Miał pięć bram, z których jedna, większa, była skierowana w stronę frontonu kościoła i służyła do wnoszenia zmarłych, dwie inne były usytuowane od strony wschodniej i te otwierano dla wiernych. Jednak cmentarz był mały i grzebano na nim tylko mieszczan, a ze wsi parafialnych osadników oraz ich żony i dzieci.
W 1798 r. kanonik Warmińskiej Kapituły Katedralnej, ks. Jan Alojzy de Melitz, na polecenie biskupa Karola Hohenzollerna, przeprowadził wizytację parafialną. Protokół powizytacyjny został spisany w języku łacińskim. Zawiera on informacje o początkach kościoła i jego wyposażeniu. Szczegółowo opisano w nim ołtarze i kaplice, chrzcielnicę i zakrystię. Odnotowano porządek nabożeństw oraz działające bractwa. Wizytator sprawdził też funkcjonowanie szkoły dla chłopców, placówki prowadzonej dla dziewcząt przez siostry katarzynki i dwóch szpitali parafialnych.

## Architektura

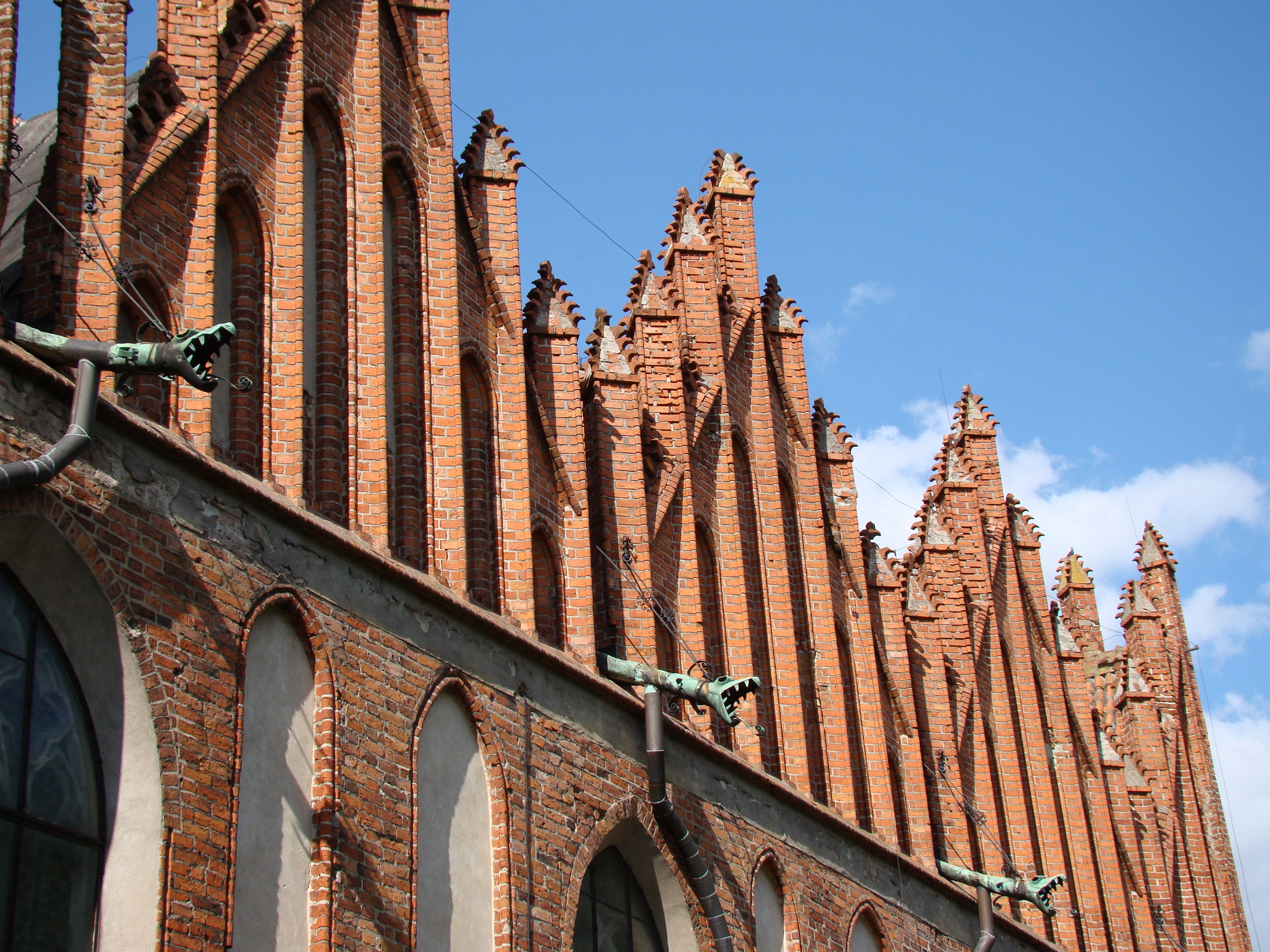
Rzygacze

Jest to budowla orientowana, wybudowana w stylu gotyckim, z cegły. Posiada kształt trójnawowej, czteroprzęsłowej bazyliki, bez wydzielonego prezbiterium oraz chóru. Nawa główna jest w nim znacznie podwyższona w stosunku do obu naw bocznych. Po stronie zachodniej znajduje się wieża o wysokości 45 metrów z wejściem głównym, wybudowana na planie kwadratu i wtopiona w korpus główny. Z jej lewej i prawej strony mieszczą się dwie większe, kaplice na planie kwadratu. Od wschodu i zachodu ściany zewnętrzne są opięte szkarpami, w których są wkomponowane mniejsze kaplice, sprawia to wrażenie istnienia czwartej i piątej nawy. Świątynia posiada obecnie osiem kaplic. W lewej nawie Jest umieszczona kaplica Świętego Krzyża, Zwiastowania oraz Maryjna (Mariacka), w prawej: „ciemna” zwana również Błogosławionej Dziewicy, Trzech Króli, świętych Piotra i Pawła, Matki Bożej Częstochowskiej, św. Katarzyny. Nad elewacjami są wybudowane rzędy szczytów bocznych zakończonych sterczynami o czworokątnym trzonie. Załamania dachowe kaplic posiadają daleko wysunięte „rzygacze” wody. Zewnętrzne ściany są udekorowane szerokim ceglanym fryzem z glazurowanej cegły z lat 1390-1450 o kilku strefach, z płaskorzeźbami głów męskich i kobiecych (znajdują się od strony ulicy). Wnętrze kościoła jest nakryte sklepieniem wielogwiaździstym. W różnych miejscach świątyni zachowały się malowidła z XIV i XV w. ścienne w stylu gotyckim, które są pozostałością pierwotnego wystroju malarskiego. Najbardziej interesujące z nich to: Koronacja Najświętszej Maryi Panny (około 1380 roku, zasłonięta przez ołtarz Św. Rodziny), Panny Mądre i Głupie (około 1420-1440), św. Anna Samotrzeć w towarzystwie świętych Jana Ewangelisty i Jakuba Większego (koniec XV wieku) oraz Męczeństwo św. Sebastiana (początek XVI wieku), pozostałe zostały przemalowane na początku XX w.

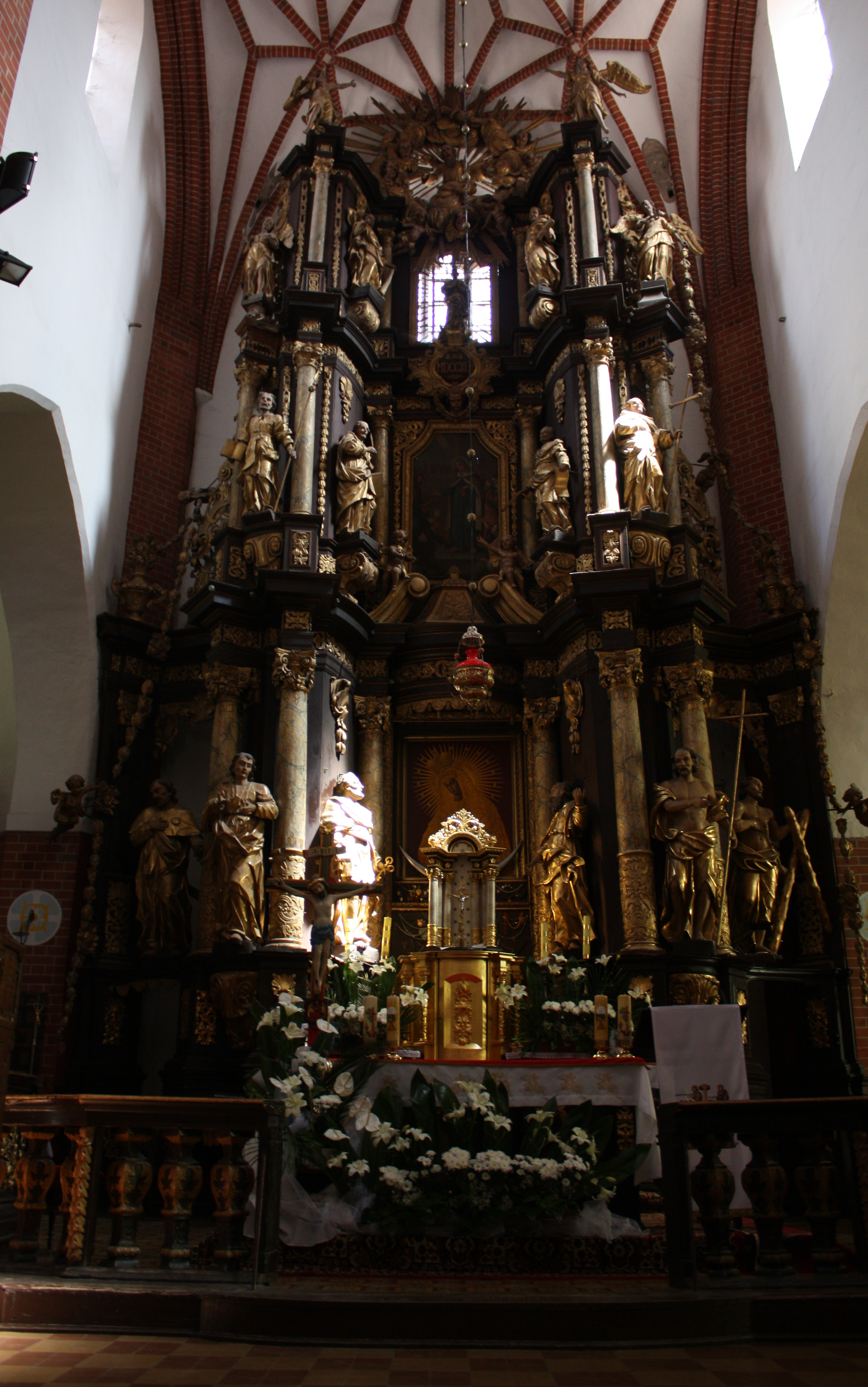
Ołtarz główny

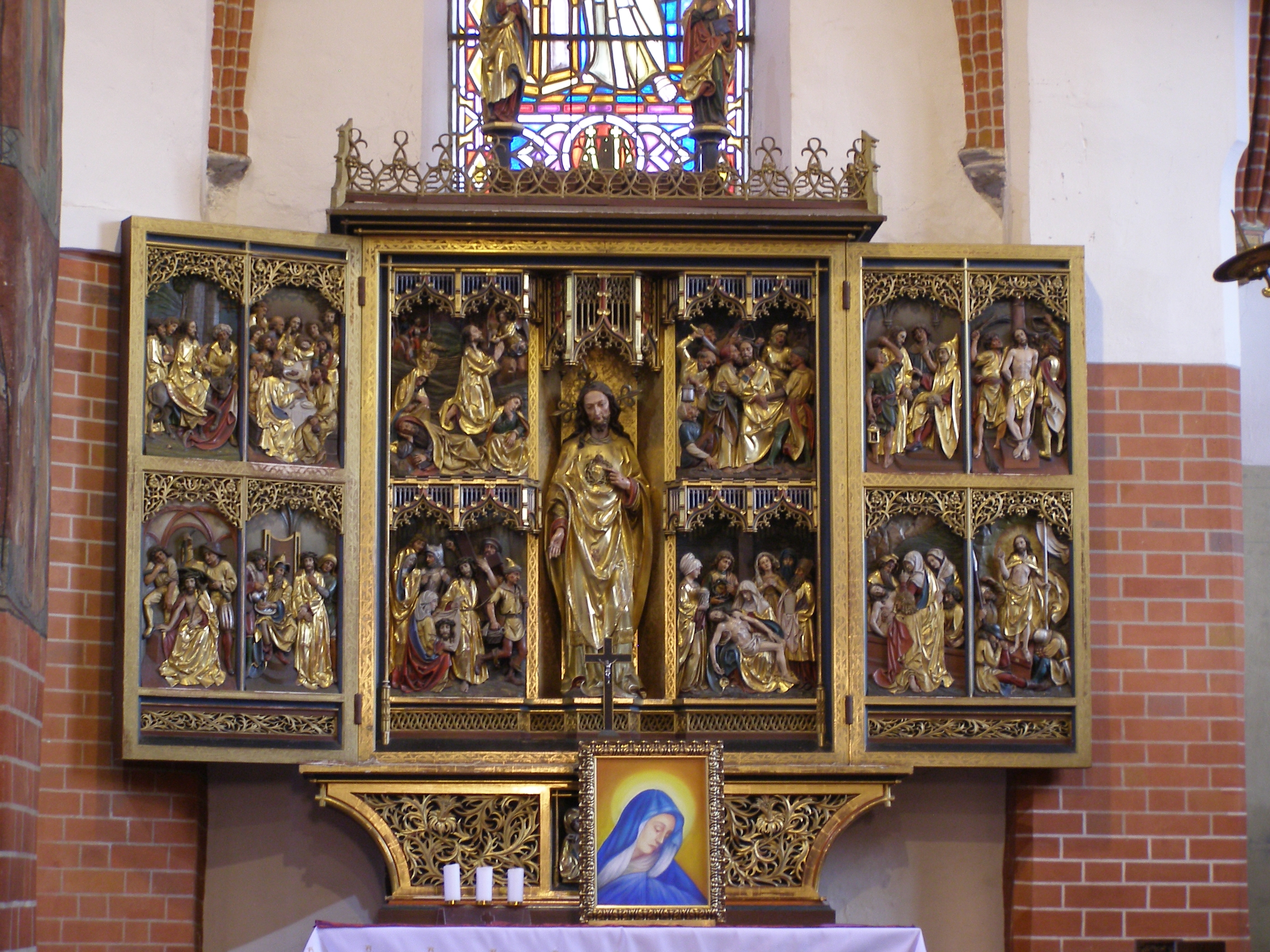
Boczny ołtarz

Barokowy ołtarz główny został wykonany w 1744 roku w reszelskim warsztacie Jana Chrystiana Schmidta. Umieszczony jest w nim współczesny obraz Matki Boskiej Ostrobramskiej, powyżej obraz św. Elżbiety Turyngskiej z II poł. XIX w. oraz barokowe tabernakulum z 1700.
Ołtarze boczne reprezentują styl neogotycki. Po lewej stronie jest umieszczony ołtarz św. Elżbiety Węgierskiej, patronki Ornety, natomiast po prawej, Najświętszego Serca Pana Jezusa. Dwa rokokowe ołtarze są umieszczone przy filarach środkowych. Po prawej stronie znajduje się ołtarz Matki Bożej Różańcowej, wykonany w 1761 roku przez tolkmickiego artystę Krzysztofa Perwangera, natomiast po lewej – ołtarz Świętej Rodziny, wykonany w 1764 roku przez braniewskiego artystę Jana Freya. W kaplicy mariackiej jest umieszczony także ołtarz z marmuru z 1646 roku (do 1814 roku był umieszczony w braniewskim kościele jezuitów), natomiast w kaplicy świętych Piotra i Pawła, jest umieszczony najstarszy w świątyni, ołtarz z 1617 roku. W nawie środkowej, z lewej strony jest umieszczona barokowa ambona, wykonana w 1744 roku, podobnie jak ołtarz główny, w reszelskim warsztacie Jana Chrystiana Schmidta.

## Organy

### Historia
Pierwsza wzmianka o organach w tym kościele pochodzi z ok. 1712 roku i dotyczy ona reperacji starego instrumentu dokonanego przez Johanna Georga Wolffa. W 1929 roku firma "Orgelbauanstalt Bruno Goebel’" z Królewca wybudowała nowe organy, wykorzystując szafę po instrumencie Rohna. Goebel swoje dzieło oznaczył numerem 366. Zachowany obecny instrument posiada 46 głosów, rozdzielonych na 3 manuały z pedałem. W roku 1945 instrument został tylko częściowo zdewastowany, ponieważ trudne dojście do wnętrza instrumentu uniemożliwiło rabunek i dewastację. Największe szkody poczyniono w sekcji manuału II, gdzie zginęły niemal wszystkie metalowe piszczałki. Po drugiej wojnie światowej instrument był remontowany przez nieznaną polską firmę organmistrzowską. Dyspozycja orneckich organów Goebla jest przykładem neobarokowej dyspozycji w typowo romantycznej intonacji. Jest to jeden z największych instrumentów zachowanych na Warmii.

### Dyspozycja[7]
| Manuał I             | Manuał II             | Manuał III             | Pedał                   |
| Hauptwerk            |                       | Schwellwerk            |                         |
| -------------------- | --------------------- | ---------------------- | ----------------------- |
| 1. Prestant 16'      | 1. Flötenprincipal 8' | 1. Liebl. Gedeckt 16'  | 1. Contrabass 32'1      |
| 2. Principal 8'      | 2. Violflöte 8'       | 2. Hornprincipal 8'    | 2. Principalbass 16'    |
| 3. Jubalflöte 8'     | 3. Quintatön 8'       | 3. Rohrflöte 8'        | 3. Subbass 16'          |
| 4. Viola di Gamba 8' | 4. Oktavflöte 4'      | 4. Aeoline 8'          | 4. Sanftbass 16'2       |
| 5. Oktave 4'         | 5. Gemshorn 4'        | 5. Vox cölestis 8'     | 5. Nassard 10 2/3'      |
| 6. Flöte 4'          | 6. Nachthorn 2'       | 6. Prestant 4'         | 6. Cello 8'             |
| 7. Quinte 2 2/3'     | 7. Sifflöte 1'        | 7. Gedeckt 4'          | 7. Bassflöte 8'3        |
| 8. Oktave 2'         | 8. Sesquialtera 2 f.  | 8. Quintflöte 2 2/3'   | 8. Oktavbass 4'         |
| 9. Mixtur 3-4 f.     | 9. Dulcian 16'        | 9. Waldflöte 2'        | 9. Rauschpfeife 2 fach4 |
| 10. Cornett 3-5 f.   | 10. Euphone 8'        | 10. Terz 1 3/5'        | 10. Posaune 16'         |
|                      |                       | 11. Cymbel 2 f.        | 11. Trompete 8'5        |
|                      |                       | 12. Harm. aeth. 3-4 f. | 12. Schalmey 4'6        |
|                      |                       | 13. Tuba 8'            |                         |
|                      |                       | 14. Schalmey 4'        |                         |